# محوطه هاشم‌زاده
محوطه هاشم‌زاده مربوط به هزاره دوم قبل از میلاد است و در بناب، ضلع غربی میدان امیر کبیر، ۵۰ متری رودخانه صوفی چای واقع شده و این اثر در تاریخ ۷ مهر ۱۳۸۱ با شمارهٔ ثبت ۶۱۸۱ به‌عنوان یکی از آثار ملی ایران به ثبت رسیده است.